# Roptazijl

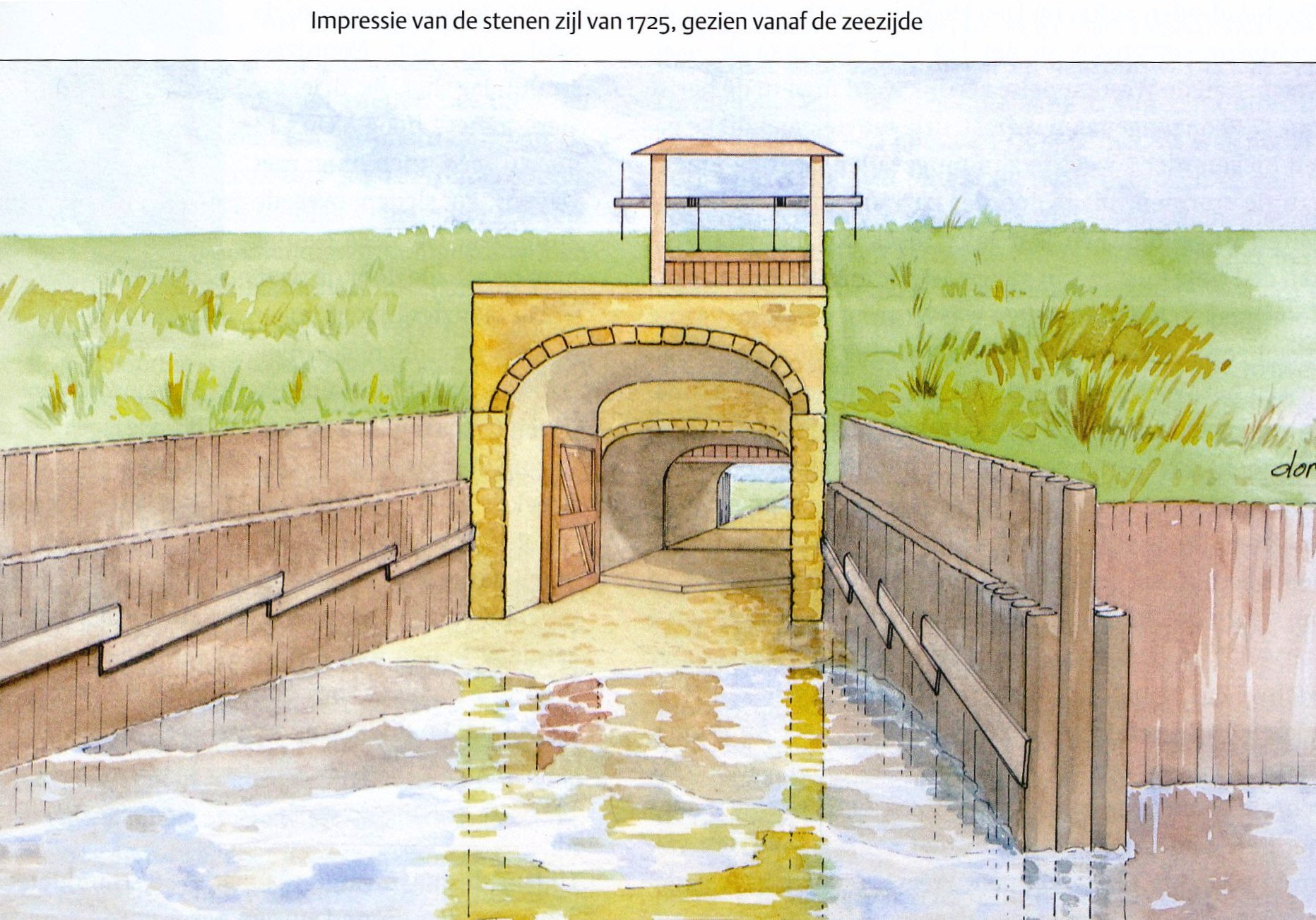
Impressie van de stenen sluis uit 1725 vanaf zee gezien (Aquarel Dora Overmars)

In 1601 werd het onderhoud van de Roptazijl door Harlingen overgenomen van de familie Liauckama

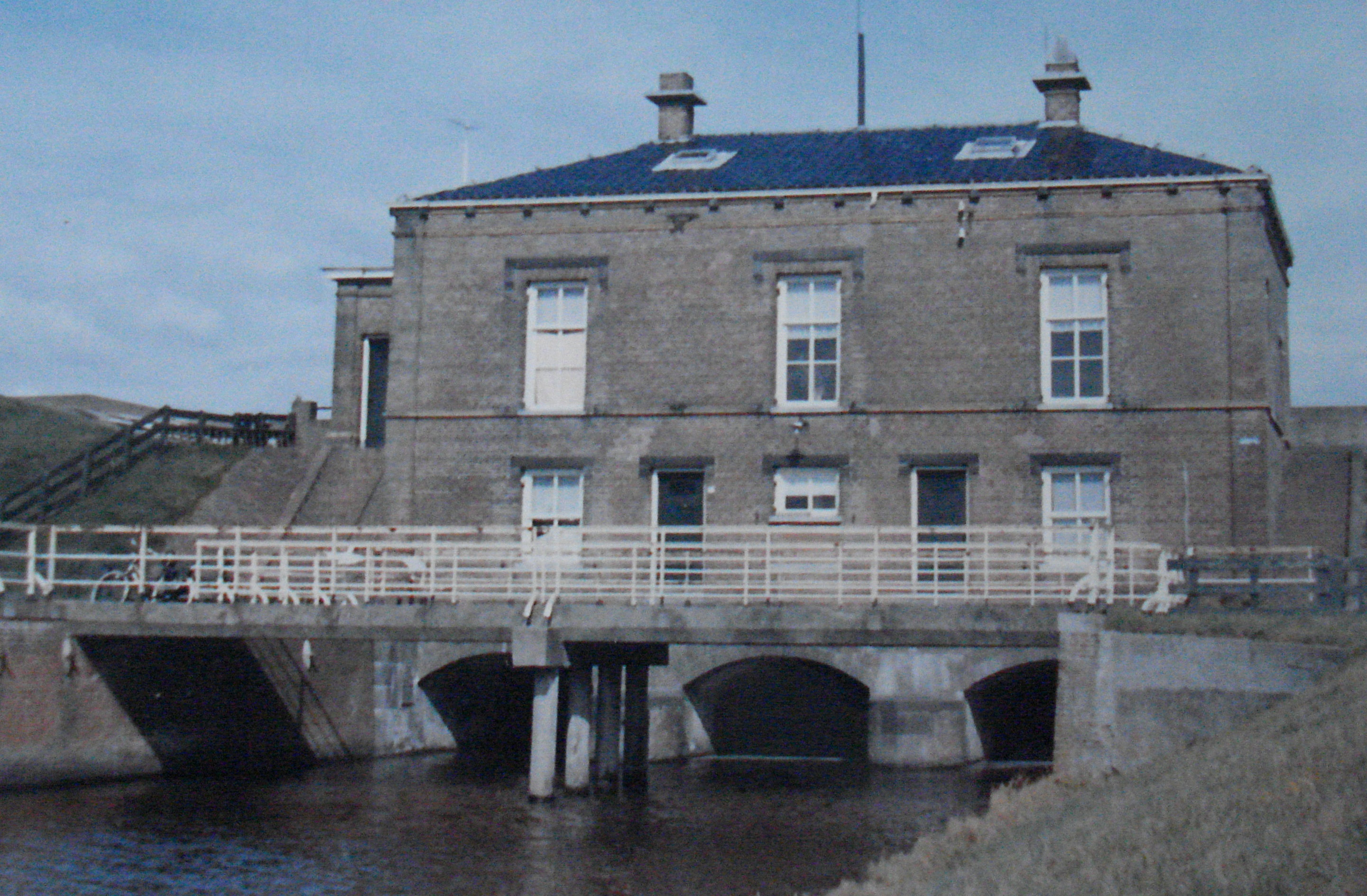
Roptazijl met sluiswachtershuis 1884-1968

Roptazijl (Fries: Roptasyl) is een buurtschap in de gemeenten Waadhoeke en Harlingen, in de Nederlandse provincie Friesland. De buurtschap ligt aan de Waddenzee ten noorden van Harlingen en ten noordwesten van Wijnaldum en de N393. Het ligt aan de rand van de Hornestreek.
In de buurtschap staat het gemaal Ropta. Bij het gemaal werd een vispassage aangelegd. In de Waddenzee liggen een tweetal korte dammen met daartussen de uitlaat van het gemaal. 
Tot de gemeentelijke herindeling van 1 januari 1984 lag de buurtschap geheel in de gemeente Barradeel. Tussen 1984 en 2018 hoorde Roptazijl grotendeels bij de gemeente Franekeradeel; een kleiner, onbewoond deel viel en valt in de gemeente Harlingen.

## Voorgeschiedenis
De zijl wordt voor het eerst genoemd in een oorkonde uit 14 augustus 1424: den Zyl, dair Fraenkeradeel bicostiget, ende leyt habbit tho Rodberta. Rodberta was een boerderij ongeveer op de plaats waar nu Ropta State aan de Hornestreek staat. In 1521 had de naam Rodberta zijl zich ontwikkeld tot Ropta zijl. De zijl uit 1424 was niet de eerste op die plek. Oorspronkelijk liep de waterafvoer van het gebied tussen Harlingen en de Middelzee naar het zuidoosten in de Ried. Toen deze steeds verder verzandde is omstreeks 1300 de waterafvoer naar het noordwesten verlegd, door drie zijlen: bij Koehool, bij Liauckama State en bij Rodberta. In 1424 is er sprake van een houten zijl met eb- en vloeddeuren en een kolk. Het onderhoud van de zijl werd door Franekeradeel (toen nog inclusief Franeker) overgedragen aan Sicko te Nyehuys. Deze Friese hoofdeling woonde op Nyehuys, ongeveer halverwege tussen Rodberta en Wijnaldum, en was door zijn huwelijk verwant met de Liauckema’s. In 1507 gingen de rechten en plichten van de zijl over op Epe van Liauckema.

## Geschillen over onderhoud
Franekeradeel had de plicht om de Roptazijlroede te onderhouden. De zijlroede liep vanaf de Ried (tegenwoordig de Sexbierumervaart) bij Wijnaldum naar de Roptazijl. Goed onderhoud van de Roptazijlroede was noodzakelijk voor de waterafvoer in Franekeradeel en Barradeel en verzekerde Franekeradeel van een vaarroute naar zee. 
Regelmatig waren er geschillen waarbij partijen elkaar beschuldigden van slecht onderhoud. Voor het waterschap Contributie der Vijfdeelen zeedijken vormde de zijl een onderdeel van de zeewering en ze hadden geen invloed op het onderhoud omdat dit de plicht was van de familie Liauckema. Deze familie vond dat de kosten niet meer werden gecompenseerd door de opbrengst van het visrecht en omstreeks 1600 wilden ze er vanaf. Het waterschap weigerde het onderhoud over te nemen, de stad Franeker wilde wel maar eiste een te hoog bedrag voor het achterstallige onderhoud, waarna Harlingen in 1601 de zijl overnam.

## Roptazijl van steen
Het onderhoud van de houten zijl werd ook Harlingen te hoog en in 1725 legde men een stenen zijl in de dijk. Tot dan toe konden schepen bij dood tij door de sluis varen en zo de tol in Harlingen omzeilen. Daarom werd de stenen zijl zo gemaakt dat dit sterk werd bemoeilijkt. Na de Franse tijd bepaalden waterstaatsingenieurs aan welke eisen het zijlonderhoud moest voldoen en Harlingen mocht betalen. In 1882 constateerde de inmiddels opgerichte Provinciale Waterstaat dat er een geheel nieuwe sluis met grotere capaciteit nodig was. Dat ging de financiële mogelijkheden van Harlingen te boven. In 1884 nam de provincie de sluis over.

## Roptazijl als zeeburcht
De eigenlijke zijl werd gevormd door een meters dikke muur in de dijk met zes poorten, die elk konden worden afgesloten met twee plaatijzeren schuiven. Een deel van die dikke muur vormde tevens een wand van de onderste verdieping van de sluiswachterswoning die boven de sluis was ontworpen. Zowel vanaf het land als vanaf de zee werd Roptazijl een markant herkenningspunt.

## Van zijl naar gemaal
Bij de plannen voor de dijkverhoging in het kader van het deltaplan werd geconstateerd dat het uitwateringsvermogen van de getijdensluis Roptazijl onvoldoende was voor een adequaat waterbeheer in noordwestelijk Friesland. Eind 1966 werd besloten dat er twee op zee uitslaande poldergemalen nodig waren, bij Roptazijl en bij Zwarte Haan. Het gemaal in Roptazijl was klaar in 1973 en is nu vooral bekend door zijn vispassage die glasaal door de zeedijk naar het binnenwater hevelt.

## Ontwikkeling
De buurtschap bestond een tijdlang uit huizen aan weerszijde van de zijl. Langs de dijk waren hier en daar nog huizen te vinden. De bewoners van deze huizen leefden van de visvangst, de landbouw en het zogenaamde vlasbraken. Met de afsluiting van de Zuiderzee, het uitsterven van de Zuiderzeeharing en uitbreidingen van het gemaal verminderde het aantal dijkwoningen in de loop van de twintigste eeuw.
In 2024 bestaat Roptazijl uit vier adressen.. In 1973 werd daarnaast een boerderij aan de Hoarnestreek eveneens tot Roptazijl gerekend. Het enige plaatsnaambord van de buurtschap staat op de Sylsleane, binnen de gemeente Harlingen. 

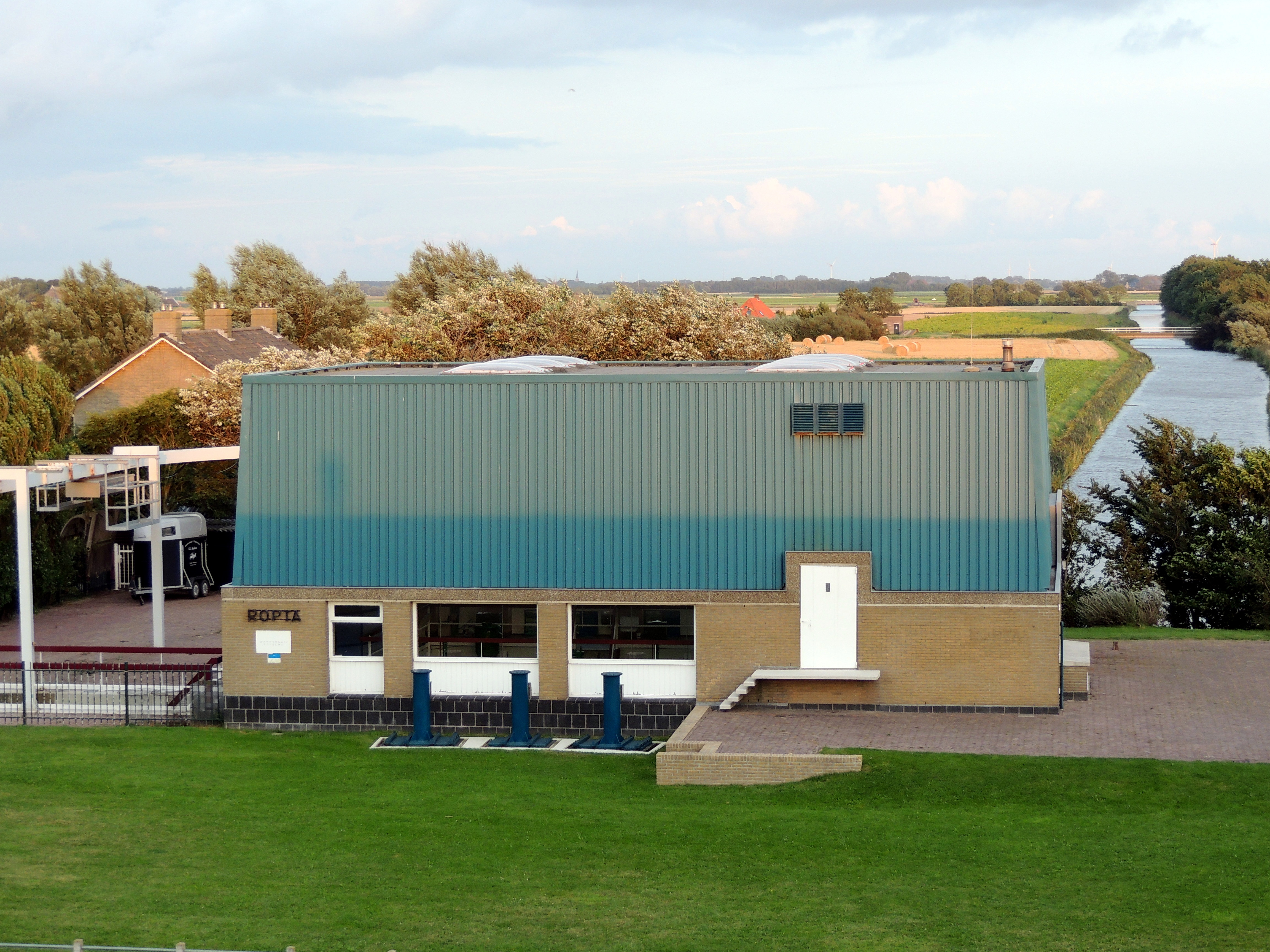
Gemaal Ropta
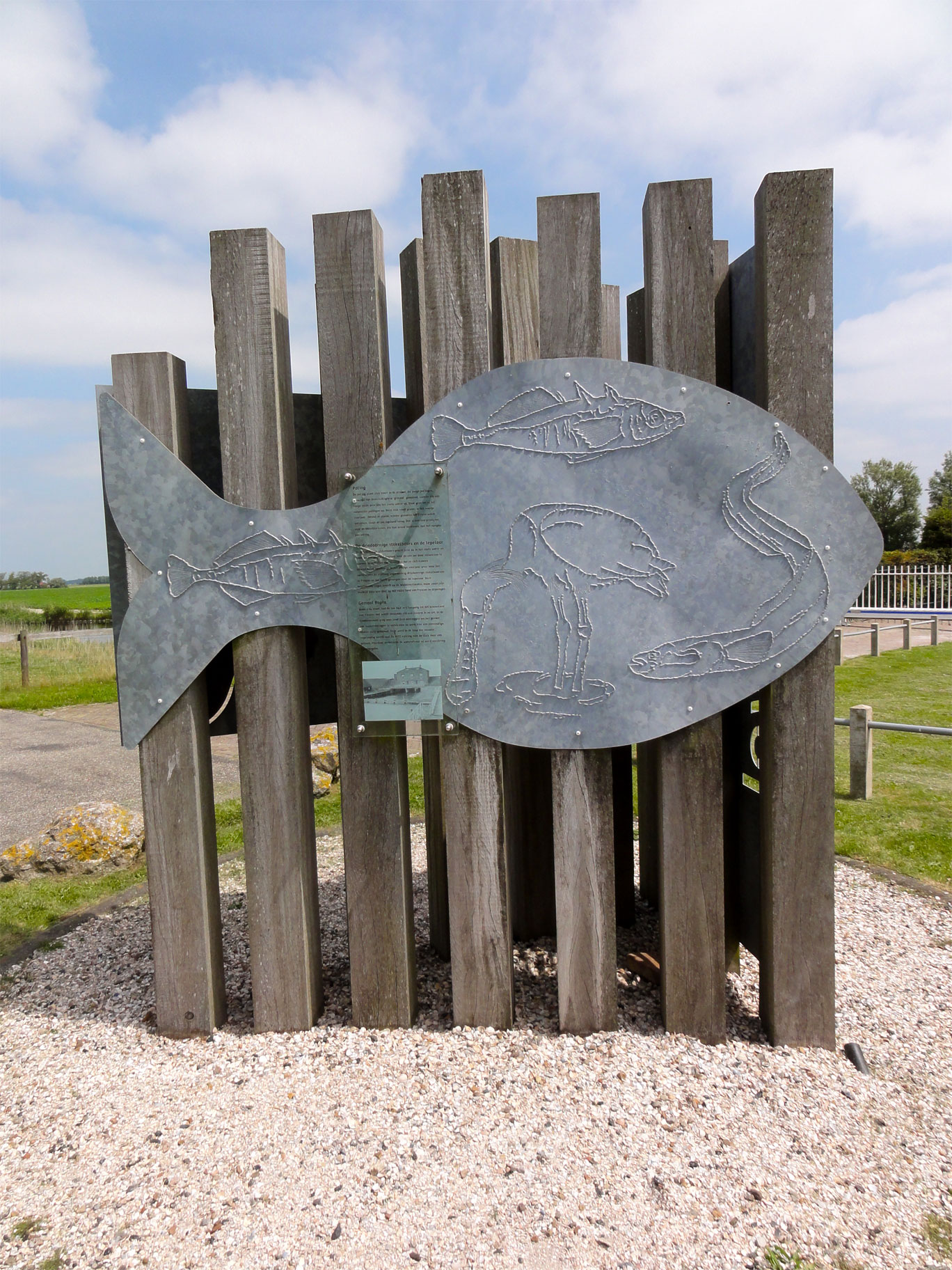
Kunstwerk bij vishevel
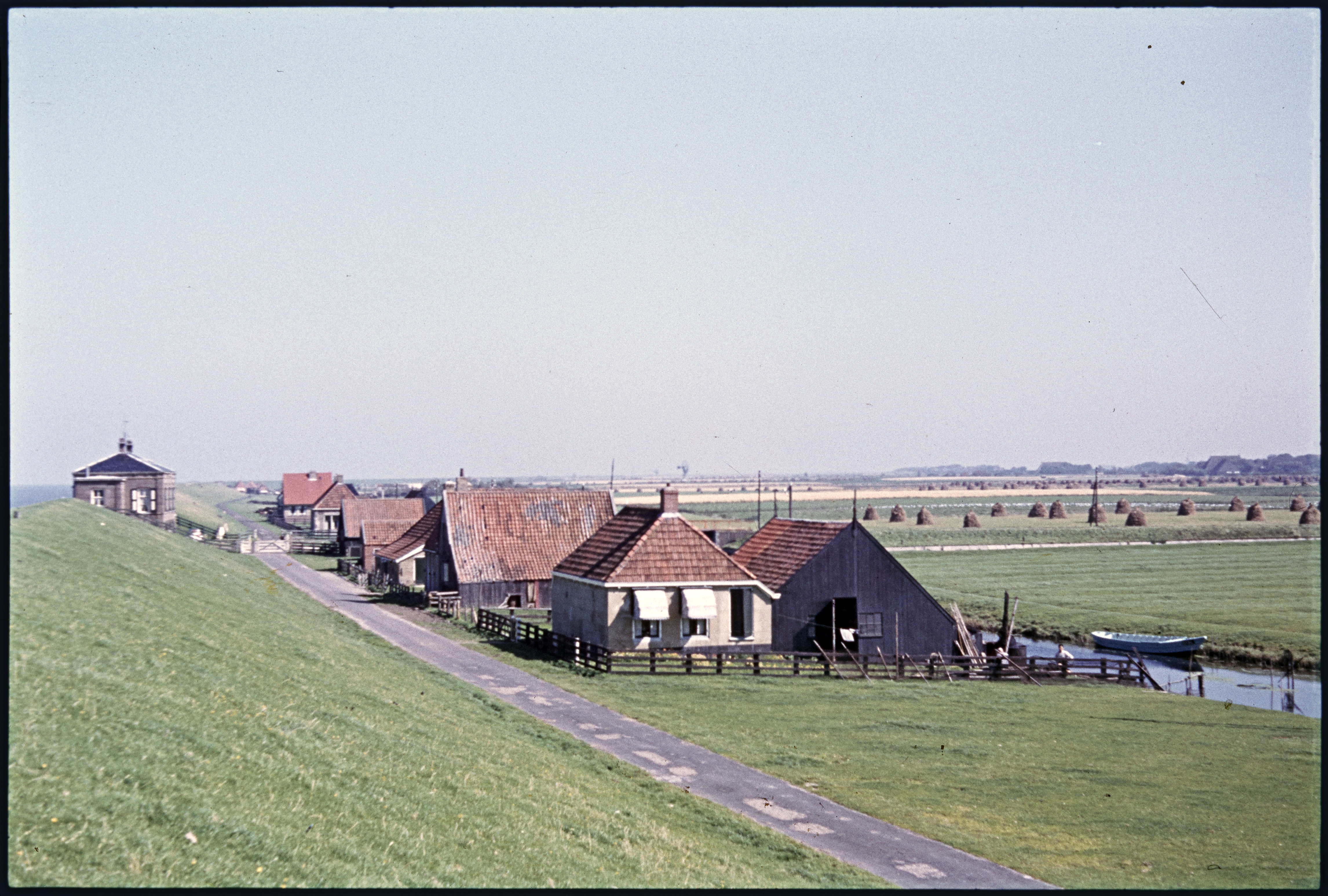
Huizenrij aan de Noordzeedijk in Roptazijl, in 1954
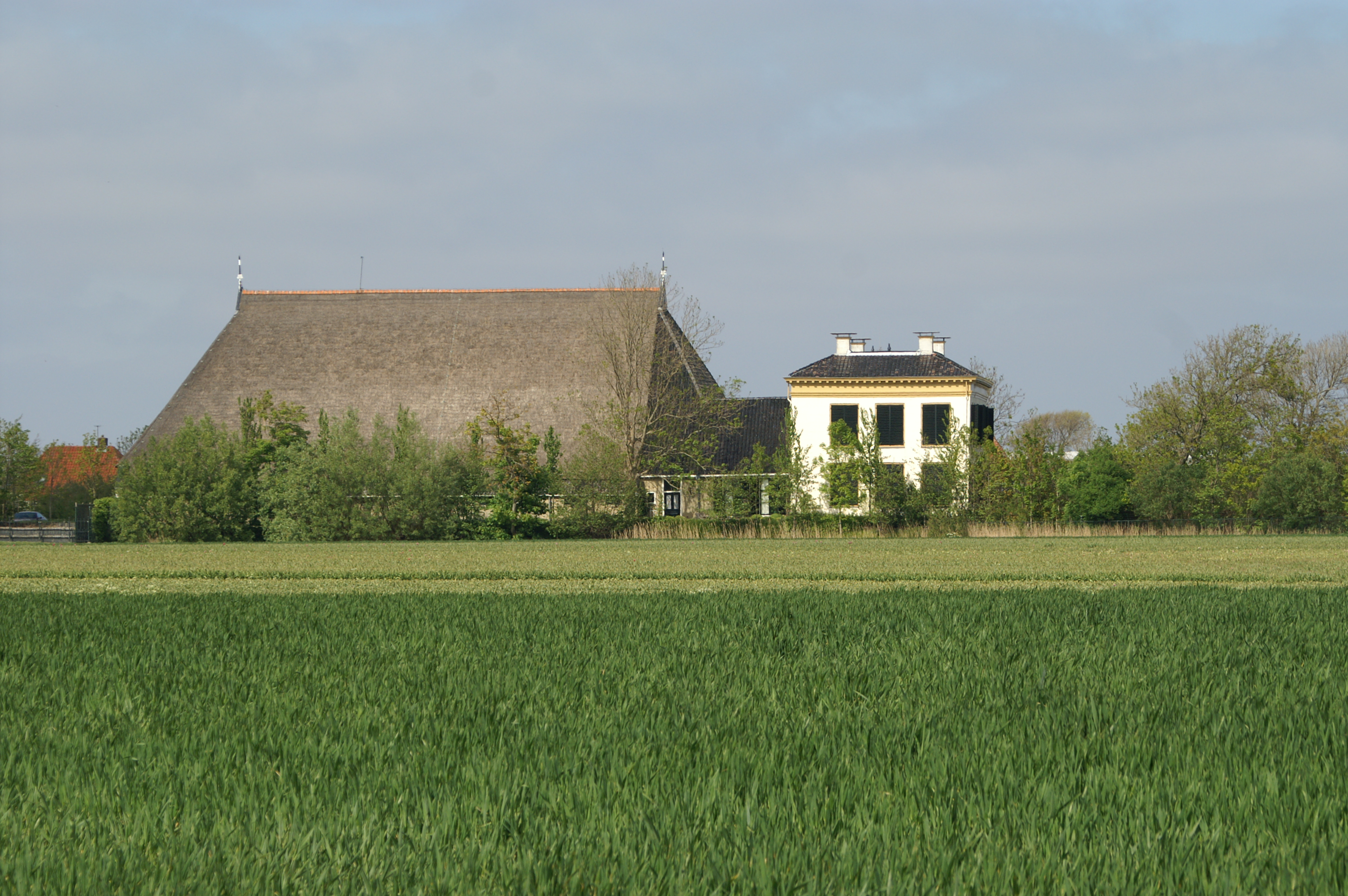
Roptastate-Wijnaldum
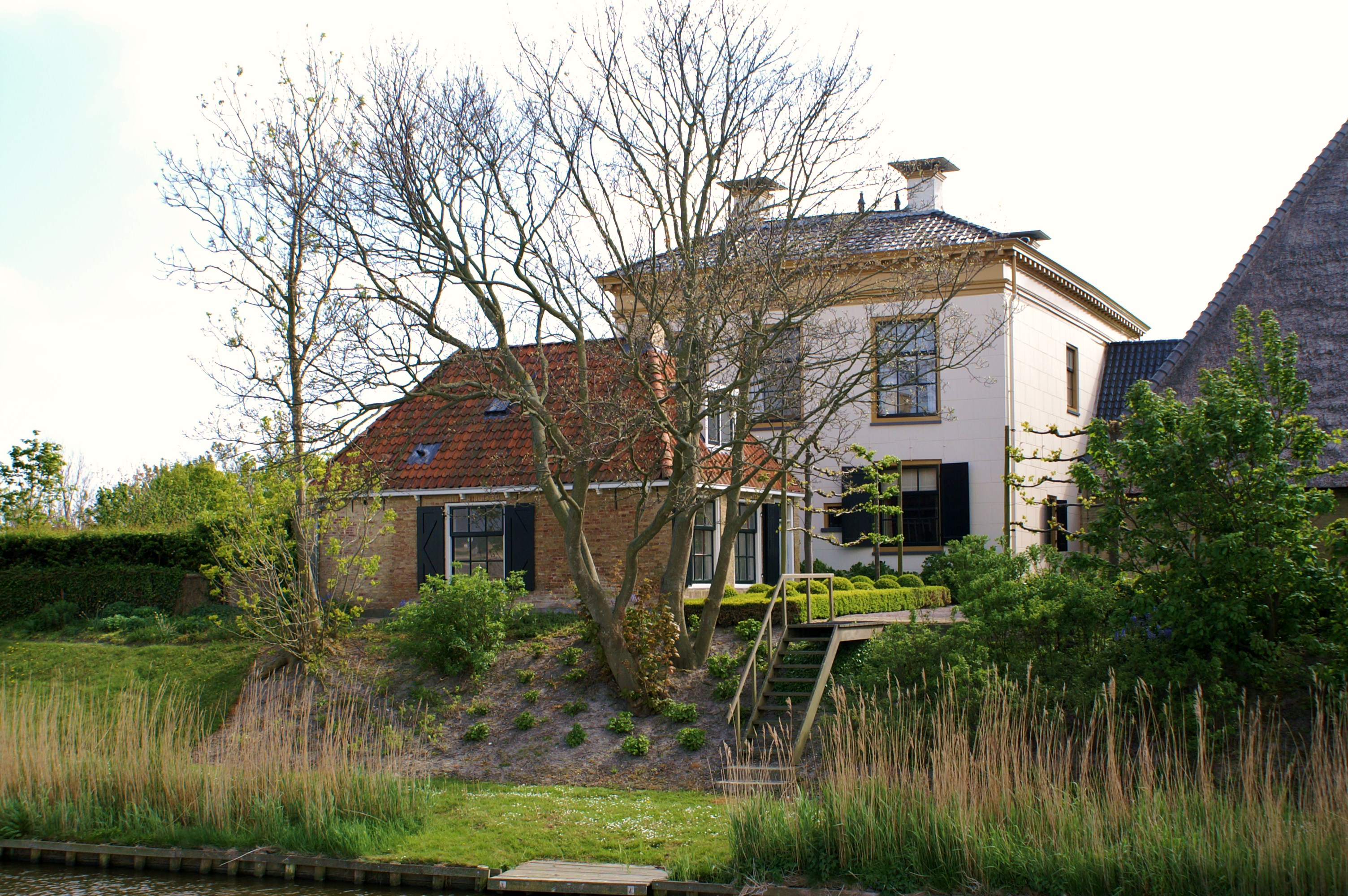
Woonhuis Roptastate met trap naar de Roptavaart

Steden, dorpen en gehuchten: Achlum · Baijum · Beetgum · Beetgumermolen · Berlikum · Blessum · Boer · Boksum · Deinum · Dongjum · Dronrijp · Engelum · Firdgum · Franeker · Herbaijum · Hitzum · Klooster-Lidlum · Marssum · Menaldum · Minnertsga · Nij Altoenae · Oosterbierum · Oude Leije (klein deel) · Oudebildtzijl · Peins · Pietersbierum · Ried · Ritsumazijl · Schalsum · Schingen · Sexbierum · Sint Annaparochie · Sint Jacobiparochie · Slappeterp · Spannum · Tzum · Tzummarum · Vrouwenparochie · Welsrijp · Westhoek · Wier · Winsum · Zweins

Buurtschappen: Arkens · Bonkwerd · De Vlaren · Dijkshoek · Doijum · Fatum · Hatsum · Het Hooghout · Kie · Kiesterzijl · Kingmatille · Klooster Anjum · Koehool · Laakwerd · Lutjelollum · Miedum · Nieuwebildtzijl · Oosterend · Oosthoek · Rewerd (deels) · Roptazijl (deels) · Salverd · Schildum · Sopsum · Stad Niks · Tolsum · Tritzum · Tjeppenboer · Vrouwbuurtstermolen (deels) ·  Weakens · Westerend · Zwarte Haan

Voormalige buurtschappen:Barrum · De Kampen · De Poelen · Dijksterhuizen · Franjumerburen · Holprijp · Koum · Langwerd · Teetlum · Memerd · War 

Friesland: Steden en dorpen      Nederland: Provincies · Gemeenten
Stad en dorpen: Harlingen · Midlum · Wijnaldum

Buurtschappen: Atjetille ·De Blijnse · IJslumburen · Kiesterzijl (klein deel) · Koetille · Koningsbuurt · Roptazijl (deels) · Saltryp · Voorrijp

Voormalige buurtschappen: Almenum · Luidum · Ungabuurt

Friesland: Steden en dorpen      Nederland: Provincies · Gemeenten